# MG 18 TuF
MG 18 TuF (нем. Tank und Flieger Maschinengewehr — противотанковый и зенитный пулемёт) — первый в мире крупнокалиберный пулемёт, представлявший собой увеличенную модификацию MG 08 под патрон 13,25×92 мм SR.

## Описание
Размещался пулемёт на колёсном лафете или сошках. Пулемёт поражал бронебойными пулями все типы бронемашин на дистанции около 500 метров. На расстоянии до 100 метров мог пробивать лист стали в 22 мм. Вес составлял 133,7 кг, что существенно ограничивало мобильность. Для стрельбы использовался специальный патрон, 13,25×92 мм SR сконструированный патронной фабрикой Polte в Магдебурге. Пулемётный расчёт состоял от 2 до 6 человек.

## История
MG 18 TuF предназначался для борьбы с английскими танками на заключительном этапе Первой мировой войны. Решение о создании MG 18 TuF было принято в 1917 году, когда угроза от английской бронетехники была признана серьёзной. Пулемёт не имел единого производителя, что затрудняло доведение до серийного производства, производством занимались несколько субподрядчиков. Предполагалось, что сборкой будет заниматься Machinenfabrik Augsburg-Nurnberg AG. В итоге было произведено лишь несколько пулемётов и проект был закрыт, хотя 13 августа 1918 года он формально был принят на вооружение кайзеровской армии под индексом MG.18.
Поражение Германии в Первой мировой войне помешало налаживанию производства. В январе 1919 года из планировавшихся 4000 пулемётов, было сделано только 50 штук. Крайняя дороговизна и вес MG 18 TuF также сильно помешали дальнейшим конструкторским разработкам в области крупнокалиберных пулемётов, так как немцы решили, что в будущем противотанковые задачи будет решать малокалиберная артиллерия. Это предопределило отсутствие пехотных крупнокалиберных пулемётов у Вермахта во Второй мировой войне, из-за чего немцы были вынуждены переделывать авиационные пулемёты крупного калибра в пехотные.